# Valentin Villard
Valentin Villard, né le 7 mai 1985 à Lausanne, est un compositeur suisse.

## Biographie
Valentin Villard naît le 7 mai 1985 à Lausanne, dans le canton de Vaud. Il est fils unique. Son père, libraire, est vaudois ; sa mère, gruérienne, est infirmière, pionnière en médecine non conventionnelle,.
Il grandit à Denges, puis à Échandens dans le canton de Vaud.
étudie le piano dès l'âge de six ans avec Hélène Bolliet et montre rapidement un penchant pour l'écriture et la composition. Son professeur lui enseigne alors également les rudiments de l'harmonie, du contrepoint et de la direction. Il fréquente l'Ecole Steiner de Lausanne jusqu'en 2004. Après des études de clarinette avec Michel Descloux à Morges, il joue régulièrement sur l'orgue de la paroisse catholique de cette même ville, et chante dans différents ensembles vocaux de Suisse romande, parmi lesquels le Chœur de chambre de la Haute École de Musique de Genève dirigé par Michel-Marc Gervais. Depuis 2009, il est membre de l'Académie vocale de Suisse romande (AVSR), fondée par Renaud Bouvier et Dominique Tille.
En 2004, Valentin Villard entre à la Haute École de Musique de Genève dans les filières d'enseignement de la théorie et de composition. Il reçoit l'enseignement de Nicolas Bolens et de Michael Jarrell pour la composition, Luis Naon pour l'électro-acoustique et Éric Daubresse pour les technologies audio analogiques et numériques. Il est également l'élève de Xavier Dayer et Nicolas Bacri pour l'orchestration, matière pour laquelle il obtient le certificat avec mention. Il décroche son Bachelor of Arts in Composition en 2009 et achève sa formation en 2012 après deux ans passés aux Pays-Bas avec l'obtention du Master in Music-Composition au Conservatoire d'Amsterdam où il reçoit l'enseignement de Willem Jeths, Wim Hendericks et Richard Ayres. Tout au long de son parcours, il a le privilège de rencontrer d'autres grands compositeurs, notamment Henri Dutilleux, sir John Tavener, Tristan Murail, George Benjamin, Kaija Saariaho, Hansruedi Willisegger et Michel Hostettler, qui tous le marquent et le conseillent dans sa démarche artistique. A 32 ans, déjà, il est dit « l'un des compositeurs les plus doués de sa génération ».
Valentin Villard compose en effet beaucoup et il reçoit des commandes pour divers festivals, ensembles vocaux et instrumentaux, dont le Festival européen des chœurs de jeunes à Bâle (2010, 2012 et 2014), le Chœur suisse des jeunes (Schweizer Jugendchor), le Chœur St-Michel de Fribourg, l'ensemble vocal féminin Callirhoé, les Vocalistes romands, et le Chant sacré de Genève accompagné de l'Orchestre de chambre de Genève. Son catalogue est très varié, allant de la musique solistique instrumentale à la musique symphonique, en passant par la musique religieuse, la musique d'accompagnement et la musique vocale. Il collabore régulièrement avec les chefs suisses Renaud Bouvier, Dominique Tille, Romain Mayor et Philippe Savoy. La talent de Valentin Villard a été primé en 2011 par un premier prix pour sa pièce Joute pour trompette et orgue lors du concours Choir & Organ Composition Competition (Angleterre), et en 2012 au Festival européen des chœurs de jeunes à Bâle où il était compositeur invité représentant la Suisse romande (projet Swiss composers meet Europe). Ses compositions sont jouées en Suisse, aux Pays-Bas et en Angleterre, notamment dans des salles de concerts et églises comme la Philharmonie de Haarlem (NL), la Cathédrale Saint-Bavon de la même ville, l'abbatiale de Romainmôtier, l'abbaye de Bonmont et le Victoria Hall de Genève.
Parallèlement à la composition, Valentin Villard mène une activité d'organiste: de 2000 à 2010, il est organiste auxiliaire de la paroisse catholique de Morges. Il participe régulièrement à des concerts en tant qu'accompagnateur et détient actuellement le poste d'organiste titulaire de La Roche - Pont-la-Ville, en Gruyère, tout en dirigeant le Chœur mixte de Massonnens après avoir passé six ans (2004-2010) à la direction du Chœur paroissial catholique de Morges.
En 2015, la Confrérie de la Fête des Vignerons de Vevey le charge de la composer la musique de l'édition 2019 de cette Fête, aux côtés de Jérôme Berney et Maria Bonzanigo
. Dans sa musique, « il intègre la gratitude et l'hommage au travail de la terre que la Fête représente à ses yeux ». Cet événement majeur dans la vie culturelle helvétique a donné lieu à de nombreuses publications, dont « Le livre du spectacle ».
Il est célibataire.

## Musique enregistrée
- Villard & Martin: Doubles messes a capella (2022) Ed. Claves, CD 3003
- Fête des Vignerons 2019, le spectacle, enregistrement live (VDE-Gallo 1612-1613)

## Sources
- Jean-François Reymond, « Nouveau maillon culturel », Journal de Morges,‎ 12 décembre 2008
- Marie-Paul Angel, « L'inspiration ne tombe pas du ciel, elle monte du cœur », La Gruyère,‎ 3 novembre 2015
- Thierry Raboud, « La Fête a trouvé ses artisans », La Liberté,‎ 31 octobre 2015 (lire en ligne)
- Véronique Kipfer, « Tout pour la musique », Migros Magazine,‎ 4 avril 2016, p. 110-111 (lire en ligne)